# 베스튀르스카프타페들시슬라
베스튀르스카프타페들시슬라(아이슬란드어: Vestur-Skaftafellssýsla)는 아이슬란드의 주이다. 이 주는 쉬뒤를란드 지역에 있으며 아이슬란드섬의 최남단 지점인 쾨틀뤼타웅기가 있다.

## 인구
베스튀르스카프타페들시슬라의 인구는 2009년 기준 961명이고, 면적은 5,663km2이다. 인구 밀도는 0.16명/km2로 아이슬란드의 주 중 가장 낮다.